# Alice Cooper: Brutally Live
Brutally Live est le DVD du concert d'Alice Cooper du 19 juillet 2000 au Labatt's Hammersmith Apollo à Londres, en Angleterre. Le DVD est sorti plus tard la même année. Il a été réédité en 2003 sur DVD accompagné d'un CD audio d'une version éditée de la bande originale du DVD.

## Liste des pistes
1. "The Controler (Intro)" – 1:39
2. "Brutal Planet" (Alice Cooper, Bob Marlette) – 4:52
3. "Gimme" (Cooper, Marlette) – 4:52
4. "Go to Hell" (Cooper, Dick Wagner, Bob Ezrin) – 3:42
5. "Blow Me a Kiss" (Cooper, Marlette, Ezrin) – 3:06
6. "I'm Eighteen" (Cooper, Michael Bruce, Glen Buxton, Dennis Dunaway. Neal Smith) – 4:28
7. "Pick Up the Bones" (Cooper, Marlette) – 4:54
8. "Feed My Frankenstein" (Cooper, Nick Coler, Ian Richardson, Zodiac Mindwarp) – 4:18
9. "Wicked Young Man" (Cooper, Marlette) – 3:32
10. "Dead Babies" (Cooper, Bruce, Buxton, Dunaway, Smith)  – 3:28
11. "Ballad of Dwight Fry" (Cooper, Bruce) – 4:39
12. "I Love the Dead" (Cooper, Ezrin) – 2:30
13. "Devil's Food" (Cooper, Ezrin, Jay) – :47
14. "The Black Widow" (Cooper, Wagner, Ezrin) – 3:52
15. "No More Mr. Nice Guy" (Cooper, Bruce) – 4:23
16. "It's Hot Tonight" (Cooper, Wagner, Ezrin) – 2:46
17. "Caught in a Dream" (Bruce) – 2:28
18. "It's the Little Things" (Cooper, Marlette) – 5:15
19. "Poison" (Cooper, Desmond Child, John McCurry) – 4:53
20. "Take It Like a Woman" (Cooper, Marlette) – 2:37
21. "Only Women Bleed" (Cooper, Wagner) – 4:17
22. "You Drive Me Nervous" (Cooper, Bruce, Ezrin) – 2:23
23. "Under My Wheels" (Bruce, Dunaway, Ezrin) – 4:41
24. "School's Out" (Cooper, Bruce, Buxton, Dunaway, Smith) – 4:41
25. "Billion Dollar Babies" (Cooper, Bruce, Smith) – 2:26
26. "My Generation" (Pete Townshend) – 1:28
27. "Elected" (Cooper, Bruce, Buxton, Dunaway, Ezrin) – 4:49

## Bonus vidéo
- "Gimme"[1]

## Liste des pistes du CD
1. Brutal Planet 6:30
2. Gimme 4:51
3. Go to Hell 3:41
4. Blow Me a Kiss 3:06
5. I'm Eighteen 4:20
6. Feed My Frankenstein 4:26
7. Wicked Young Man 3:30
8. No More Mr. Nice Guy 4:18
9. It's Hot Tonight 2:51
10. Caught in a Dream 2:26
11. It's the Little Things 5:16
12. Poison 4:53
13. Take It Like a Woman 2:37
14. Only Women Bleed 4:15
15. You Drive Me Nervous 2:23
16. Under My Wheels 4:45
17. School's Out 4:36
18. Billion Dollar Babies 2:24
19. My Generation 1:29
20. Elected 4:49

## Personnel
- Dave Barnard - réalisateur
- Venus Barr - "Inspiration"
- Alice Cooper - chant principal
- Calico Cooper - "The Nurse", "Whipdancer", chœurs
- Calvin Cooper - danseur
- Frank Daranjo - notes de doublure
- Curtis Evans - emballage
- Pete Friesen - guitare, chœurs
- Angella Grossi - "Tentation"
- Geoff Kempin - producteur exécutif
- Richard Leyland - producteur
- Bob Marlette - montage numérique
- Pat Nowak - "The Controller", "Executioner", chœurs
- Robert Jess Roth - directeur de concert
- Ryan Roxie - guitare, chœurs
- Melissa Roy - productrice associée
- Terry Shand - producteur exécutif
- Greg Smith (as Frosty) - basse, chœurs
- Eric Singer - batterie, fond vocal
- Teddy Andreadis (as ZigZag) - claviers, voix de fond